# Премьер-министр Латвии
Президент министров (Latvijas Ministru prezidents) — глава исполнительной власти Латвии.

## Назначение
Президент министров назначается президентом Латвии, но для вступления в должность должен вместе с остальным Кабинетом Министров получить доверие сейма.

## Увольнение
Президент министров увольняется Президентом:
- в случае если сам Президент министров подаст в отставку или если Кабинет Министров в целом подаст в отставку;
- в случае выражения недоверия Сеймом ему лично или Кабинету Министров в целом;
- при начале работы Сейма нового созыва.

## Порядок замещения
В случае отсутствия Президента министров, или если он не может исполнять свои должностные обязанности по другим причинам, его замещает и ведет заседания Кабинета министров тот член Кабинета министров, которого Президент министров назначил своим заместителем. Об этом должны быть извещены Президент государства и председатель Саэймы. В случае отсутствия товарища Президента министров или министра или если он не может исполнять свои должностные обязанности по другим причинам, его замещает член Кабинета министров, назначенный Президентом министров заместителем на этом месте.